# CS Lewis Chess Club
CS Lewis Chess Club, wcześniej funkcjonujący pod nazwą Lindores Chess Club – północnoirlandzki klub szachowy z siedzibą w Belfaście.

## Historia
Klub został założony w 2013 roku przez Caluma Leitcha. Trzkyrotnie uczestniczył w rozgrywkach o trofeum Silver King (UCU League 1), wystawiając drużynę pod nazwą The Lions. W 2014 roku klub zajął trzecie miejsce w lidze, za Fisherwick Chess Club i Muldoons Chess Club. W sezonie 2014/2015 uzyskano wicemistrzostwo, ulegając jedynie Ballynafeigh Chess Club. W 2015 roku klub zmienił nazwę na CS Lewis Chess Club. W sezonie 2015/2016 klub zajął czwarte miejsce w lidze. W późniejszym czasie nie uczestniczył w rozgrywkach.